# HD 37974
HD 37974(또는 RMC 126)는 대마젤란 은하에 존재하는 Be형 극대거성 변광성으로 예상되지 않은 커다란 먼지 원반으로 둘러싸여 있다.

## 특성
공식적으로 RMC(Radcliffe observatory Magellanic Cloud, 래드클리프 천문대 마젤란 은하) 126인 R126은 몇 가지 특이한 특성을 지닌 무겁고 밝은 별이다. 이는 확장된 항성주위 물질 때문에 스펙트럼에 금지선이 나타나는 B[e] 현상을 나타낸다. 스펙트럼은 또한 별에 더 가까운 밀도가 높은 물질에 형성된 정상적인(허용된) 방출선을 보여주며, 이는 강력한 항성풍을 나타낸다. 스펙트럼에는 먼지 원반을 암시하는 규산염 및 여러 고리 방향족 탄화수소(PAH) 특성이 포함된다.
별 자체는 태양보다 질량이 70배 더 크고 광도가 100만 배 이상 더 높다고 생각되는 뜨거운 초거성이다. 이 별은 주계열성(O형 별)에서 벗어나 진화했으며 너무 밝고 크기 때문에 항성풍을 통해 태양보다 10억 배 빠르게 물질을 잃고 있다. 약 25,000년 동안 태양이 가지는 물질보다 더 많은 물질을 잃을 것이다.
수십만 년 후에는 볼프-레이에별로 진화할 것으로 예상된다.

## 먼지 원반
R126 주변의 먼지 구름은 놀라운데 이는 강력한 항성풍으로 인해 먼지 입자가 응축되기 어려워 이렇게 거대한 별은 행성 형성에 적합하지 않다고 생각되었기 때문이다. 근처에 있는 극대거성 HD 268835도 비슷한 특징을 보이며 먼지 원반을 갖고 있을 가능성이 높으므로 R126은 유일하지 않다.
원반은 명왕성 궤도 크기의 60배까지 뻗어 있으며 아마도 카이퍼 벨트 전체에 해당하는 양의 물질을 포함하고 있을 것으로 추정된다. 이러한 원반이 행성 형성 과정의 첫 번째 단계인지 마지막 단계인지는 확실하지 않다.

## 변광성

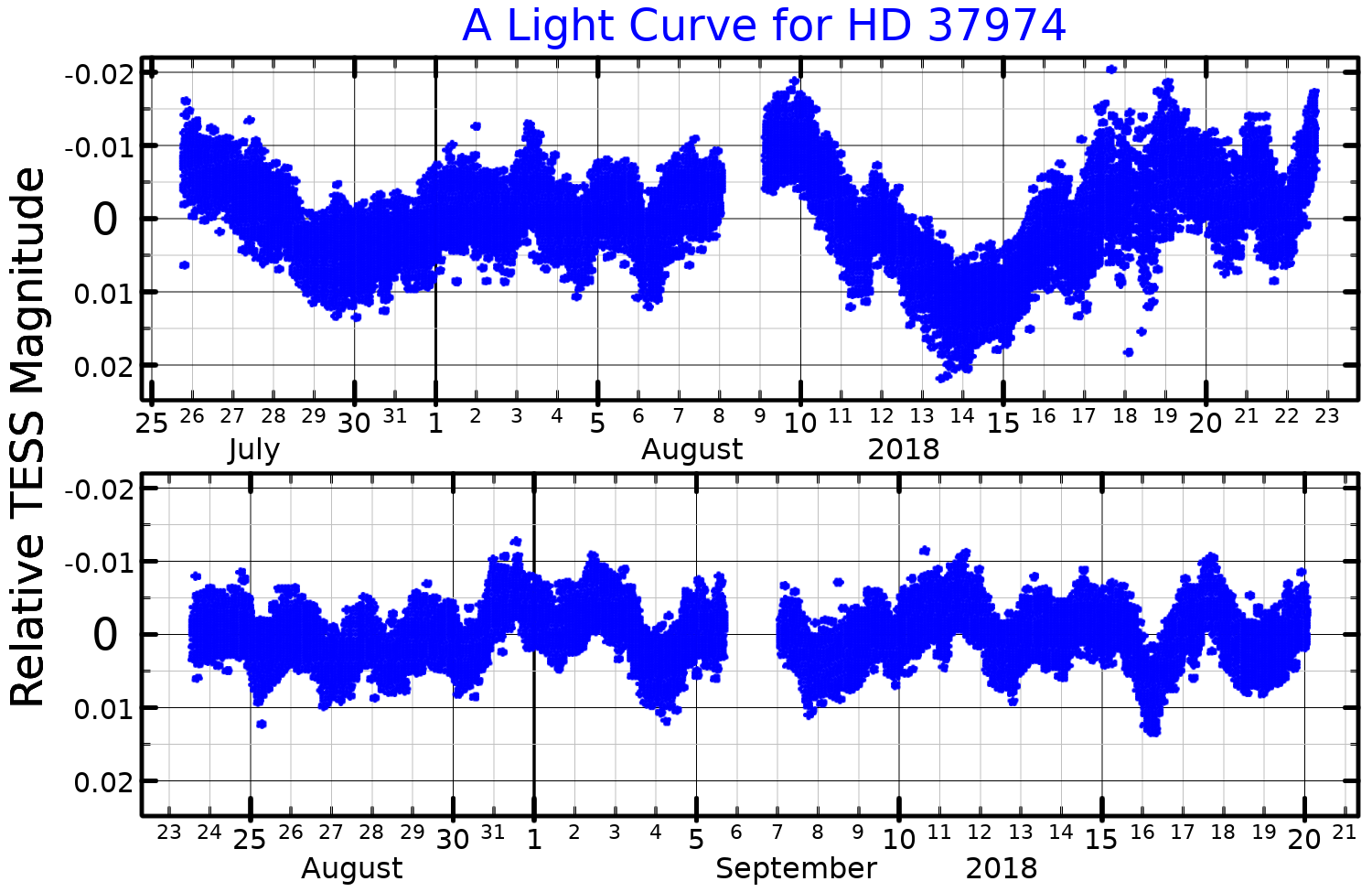
Pedersen et al. (2019)에서 채택한 HD 37974의 광도곡선

R126의 밝기는 수십에서 수백 일의 기간에 걸쳐 약 0.6등급만큼 예측할 수 없는 방식으로 달라지며 더 빠른 변화는 백조자리 알파형 변광성, 즉 불규칙 맥동 초거성의 특징이다.
느린 변화는 별의 색깔 변화를 동반하는데 시각적으로 더 밝을 때 더 붉어지며, 이는 밝은 청색변광성의 황새치자리 S단계의 전형적인 현상이다.

## 같이 보기
- 질량이 큰 항성 목록